# Francis Edward Hyland
Francis Edward Hyland (* 9. Oktober 1901 in Philadelphia, Pennsylvania, USA; † 31. Januar 1968) war ein US-amerikanischer Geistlicher und römisch-katholischer Bischof von Atlanta.

## Leben
Paul John Hallinan empfing am 11. Juni 1927 durch Weihbischof Michael Joseph Crane das Sakrament der Priesterweihe für das Erzbistum Philadelphia.
Am 15. Oktober 1949 ernannte ihn Papst Pius XII. zum Titularbischof von Gomphi und zum Weihbischof im Bistum Savannah-Atlanta. Der Erzbischof von Philadelphia, Denis Joseph Kardinal Dougherty, spendete ihm am 21. Dezember desselben Jahres die Bischofsweihe; Mitkonsekratoren waren die Weihbischöfe Hugh Louis Lamb und Joseph Carroll McCormick.
Am 17. Juli 1956 ernannte ihn Papst Pius XII. zum ersten Bischof des neugegründeten Bistums Atlanta. Die Amtseinführung fand am 8. November desselben Jahres statt.
Am 11. Oktober 1961 trat Hyland als Bischof von Atlanta zurück und wurde von Papst Johannes XXIII. zum Titularbischof von Bisica ernannt.